# Gustav Calliess
Gustav Calliess, auch Gustav Calließ (* 2. Dezember 1871 im Kreis Greifenberg in Pommern; † 1956 in Guben), war ein deutscher Lehrer, Insektenhändler und Entomologe.

## Leben
Gustav Calliess wirkte als Lehrer und Konrektor in Guben. Er betätigte sich als Imker und Entomologe, handelte unter der Adresse Sand 11, Guben, mit Insekten und brachte sich in verschiedenen Funktionen beim Internationalen Entomologen-Bund in Guben ein. Er übernahm im Jahr 1921 die Redaktion der Internationalen Entomologischen Zeitschrift, Guben, und leitete diese bis zur Vereinigung mit der Entomologischen Zeitschrift zum Ende des Jahres 1935.

## Schriften
- Paul Hoffmann †. In: Internationale Entomologische Zeitschrift, 15, 1921, S. 185–188 (zobodat.at [PDF]).
- Dr. Walther Horn zum 60. Geburtstage. In: Internationale Entomologische Zeitschrift, 25 (28), 1931, S. 281–283 (zobodat.at [PDF]).
- Wilhelm Niepelt 70 Jahre. In: Internationale Entomologische Zeitschrift, 26 (30), 1932, S. 327–328 (zobodat.at [PDF]).